# بورلی
latitudeبورلیlongitudeبورلی
بورلی (به انگلیسی: Beverley) یک شهر در بریتانیا است که در ریدینگ شرقی یورکشر واقع شده‌است.

## خصوصیات
بورلی ۲۹٬۱۱۰ نفر جمعیت دارد.

## خواهرخوانده
شهر Nogent-sur-Oise خواهرخواندهٔ بورلی هست.